# Xã Eureka, Quận Greenwood, Kansas
Xã Eureka (tiếng Anh: Eureka Township) là một xã thuộc quận Greenwood, tiểu bang Kansas, Hoa Kỳ. Năm 2010, dân số của xã này là 395 người.